# Uralophantes troitskensis
Uralophantes troitskensis är en spindelart som beskrevs av Sergei L. Esyunin 1992. Uralophantes troitskensis ingår i släktet Uralophantes och familjen täckvävarspindlar. Inga underarter finns listade i Catalogue of Life.